# 중간계 전투2
반지의 제왕: 중간계 전투2(The Lord of the Rings: The Battle for Middle-earth II)는 EA 로스앤젤레스에서 제작하고 일렉트로닉 아츠에서 배급한 2006년의 실시간 전략 비디오 게임이다. 중간계 전투의 후속작이며, 전작과 같이 존 로널드 로웰 톨킨의 반지의 제왕과 호빗을 바탕으로 만든 게임이다. 마이크로소프트 윈도우에서 2006년 3월에 출시되었으며, 엑스박스 360 버전은 2006년 7월에 출시되었다. 출시된 후 많은 평론가들에게 일반적으로 호의적인 평가를 받았다. 또한 2006년 5월 스탠다드 에디션과 병행하여 게임의 수집가용 에디션도 출판되었는데, 여기에는 보너스 자료와 게임 개발에 대한 다큐멘터리가 포함되어 있었다. 2006년 11월 확장팩 중간계 전투2: 마술사왕의 부활이 발표되었다.
중간계 전투2는 전작에 비해 발전한 인터페이스, 플레이 방식 등으로 해외에서 좋은 평가를 받았다. 또한 IGN의 에디터스 초이스 어워드(Editors' Choice Award)를 포함하여 여러 상을 받았으며, 2006년 3월 말, 이달의 베스트 셀러 PC 게임 4위에 올랐다.
일렉트로닉 아츠의 반지의 제왕 지적 재산권 사용 계약이 만료되어 더 이상 후속작은 없으며, 공식 게임 서버는 2010년 12월 31일 마이크로소프트 윈도우와 2011년 1월 11일 엑스박스 360용으로 종료되었지만 마이크로소프트 윈도우 사용자는 여전히 비공식 게임 서버를 사용하여 온라인으로 플레이할 수 있다.

## 게임 플레이

중간계 전투2의 게임 화면이다. 왼쪽 하단 모서리에 미니맵이 표시되고, 그 옆에 플레이어의 유닛이 행으로 표시된다. 간달프는 영웅 유닛이다.

중간계 전투2는 전작인 중간계 전투와 마찬가지로 실시간 전략 게임이다. 그리고 전작인 중간계 전투에 비해 발전한 인터페이스, 플레이 방식 등으로 좋은 평가를 받았다.
플레이어가 유닛을 만들고, 자원을 수집하고, 업그레이드를 연구하고, 방어를 제공하기 위해 다양한 건축물을 건설하는 게임이다. 유닛은 적을 공격하고 수비하는데 사용되며, 플레이어는 적의 건물을 모두 파괴하면 승리한다. 전작과 달리 건물을 맵 어느 곳에서나 지을 수 있게 되어 자원 수집과 유닛 생산이 더 자유로워졌다. 그리고 요새 앞에 투석기, 궁수탑 등을 세워 요새를 방어할 수 있으며, 성벽을 짓는 것도 가능하다. 
직접 짓는 건물들 외에도 "중립 건물"이 존재하는데, 여관, 봉화, 전초기지와 조선소로 이루어져 있다. 이 건물들을 점령하려면 건물 밖의 깃발을 자신의 유닛에게 점령하게 하면 된다. 이 건물들을 점령하면 해전 유닛 및 자원 추가 획득이 가능하다. "중립 탑"도 존재하는데, 이것은 점령 과정의 필요 없이 사용할 수 있으며, 건물에 유닛들을 주둔시킬 수 있다.
또한 이 게임에는 "커맨드 포인트"가 존재하는데, 유닛들을 지휘할 수 있는 양을 나타낸다. 새로운 유닛이 생산될 때마다 유닛들은 유닛마다 다른 커맨드 포인트의 양을 소모한다. 커맨드 포인트는 자원 생산 건물이나 영웅 조각상, 요새 등을 건설해도 추가로 얻을 수 있다.
게임이 처음 시작되면 보통 요새 1개와 일꾼 2개를 지급받고 시작한다. 종족에 따라 건설할 수 있는 건물이 다르지만, 일반 유닛은 보병, 궁수, 창병, 기병과 공성병 등 일반 유닛이 있는데 종족이 달라도 이 일반 유닛들은 비슷하다. 또한 해전의 등장으로 전투선, 투석선, 폭풍선(악의 진영은 폭발선), 수송선 등의 배 유닛들이 생기게 되었다. 대부분의 유닛들은 다양한 아이템으로 업그레이드가 가능하다. 또한 일반 유닛은 영웅처럼 스킬을 가지고 있다. 그러나 영웅에 비해 약하며, 영웅의 스킬과 같이 일정 시간이 지나야 사용할 수 있다.
요새에서는 강력한 힘을 지닌 영웅을 만들 수 있으며, 영웅들은 일반 유닛보다 강력한 스킬을 가지고 있다. 일반 유닛보다 긴 시간이 지나야 스킬을 사용할 수 있으며, 영웅은 간달프, 레골라스, 김리, 사루만, 마술사왕, 쉴로브 등 원작 소설의 형태로 구형되거나 직접 만들 수 있다. 타입을 직접 선택하고 외향을 직접 바꿀 수 있으며, 스킬도 선택이 가능하다. 영웅 만들기는 마이크로소프트 윈도우 버전으로만 지원된다.
중간계 전투2는 중간계의 영화에 등장하지 않는 북쪽 전투들에 초점을 맞춘다. 게임 플레이를 위해 이 게임은 톨킨의 작품과 영화 3부작과 함께 몇 가지 자유를 얻어 제작되었기 때문에, 일부 캐릭터는 외모, 능력 및 역할이 변경되기도 하였다. 예를 들어 반지의 제왕 삼부작 영화에는 등장하지 않는 신비로운 은둔자 톰 봄바딜 게임에 등장한다.
또한 중간계 전투2에서는 전작 중간계 전투에 없던 새로운 종족인 요정, 난쟁이, 고블린이 등장하며, 곤도르와 로한은 서부인으로 합쳐졌다. 요정 궁수는 먼 거리에서 피해를 입히는데 효과적이며, 지원 유닛인 엔트는 근접 공격과 공성 공격을 함께 수행할 수 있다. 요정은 다른 종족들처럼 유닛이나 건물의 화살이 불화살로 업그레이드 할 수 있는 것이 아닌, 특별한 '은빛 화살'로 업그레이드가 가능하다. 난쟁이는 느리고 비용이 많이 들지만 보병, 창병, 도끼 던지기는 내구성과 공격력이 잘 무장되어 있어 적군과의 긴 충돌에서도 유리하다. 고블린에서는 고블린, 거미, 트롤과 용 등이 포함되어 있으며, 가격이 적게 들어 많은 수를 유지하기에 적합하다.

## 구성

### 캠페인 모드
선의 캠페인과 악의 캠페인이 존재한다. 선의 캠페인은 주로 새로운 종족인 난쟁이와 요정들을 지휘하고, 악의 캠페인에서도 새로 추가된 종족인 고블린을 지휘하여 벌이는 전투에 초점을 맞춘다. 각 단계마다 어려움, 보통, 쉬움 단계를 선택할 수 있으며, 선택한 것에 따라 어려움에 차이가 있다.
악의 캠페인의 시작은 사우론이 고블린을 소집하기 위해 나즈굴 등을 로리엔 숲으로 보내면서 전쟁이 발발하게 된다. 승리하면 다음 단계로 차례차례 넘어간다. 회색 항구가 다음으로 등장하며, 샤이어에서는 호빗들을 모두 물리쳐도 아이센가드의 사루만의 부하 웜통그가 나타나 샤이어의 소유권을 주장하며 싸우게 된다. 어둠숲에서 스란두일도 등장하며, 마지막은 난쟁이들의 지하도시 에레보르에서 마지막 전투를 벌인다.
선의 캠페인의 시작은 요정의 영웅 글로르핀델이 리븐델의 고블린들의 공격이 시작되었다는 것을 알고 고블린들과의 전쟁에서 시작된다. 악의 캠페인과 같이 승리하면 다음 단계로 넘어간다. 회색 항구, 에레보르, 에스가로스가 차례로 등장한다.

### 영토 전쟁 모드
영토 전쟁 모드는 중간계에서 땅따먹는 형식으로 땅이 나누어져 있으며, 턴기반의 게임이다. 플레이어는 주장된 영토에서만 군대를 생산하기 위해 건물을 건설할 수 있으며, 각 턴 동안 플레이어는 군대를 중립 및 적의 영토로 이동하여 통제할 수 있다. 중립 영토는 진입하는 것만으로 정복되는 반면, 적의 영토는 교전에서 패배하여 다른 플레이어로부터 빼앗아야 한다. 군대는 적의 공격으로부터 방어하기 위해 정복된 영토에 주둔할 수 있다.
플레이어가 다른 영역을 공격하기로 선택하거나 자신의 영역 중 하나가 적의 침략을 받고 있는 경우, 매치를 시뮬레이션하고 컴퓨터가 결과를 결정하도록 하거나 실시간으로 부대에 명령을 내림으로써 매치를 플레이할 수 있다. 접전의 승자는 영토를 얻고 살아남은 모든 유닛은 경험치를 얻으며, 게임에서 승리하려면 플레이어는 적의 수도를 통제하거나 가운데땅에서 주어진 수의 영토를 점령해야 한다.

## 종족
중간계 전투2에서는 전작 중간계 전투보다 많은 종족이 등장한다. 고블린, 요정, 난쟁이가 새로 등장한 종족이며, 로한과 곤도르는 서부인으로 통합되었다. 총 종족은 6개가 있으며, 확장팩에서는 1개가 더 등장하여 총 7개이다.
- 서부인(인간)
- 요정
- 난쟁이
- 모르도르
- 아이센가드
- 고블린
- 앙그마르[14]

## 반지 영웅

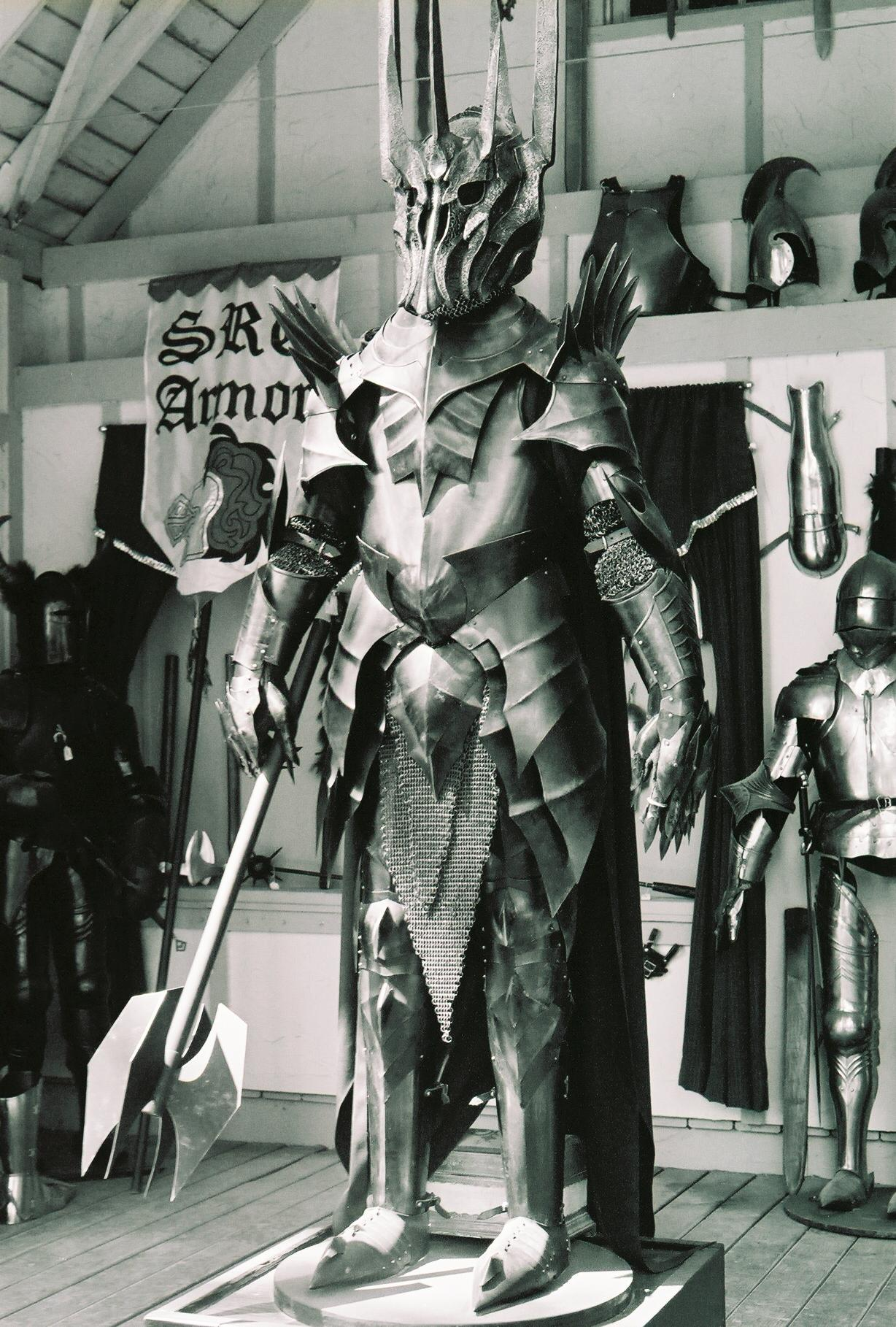
사우론

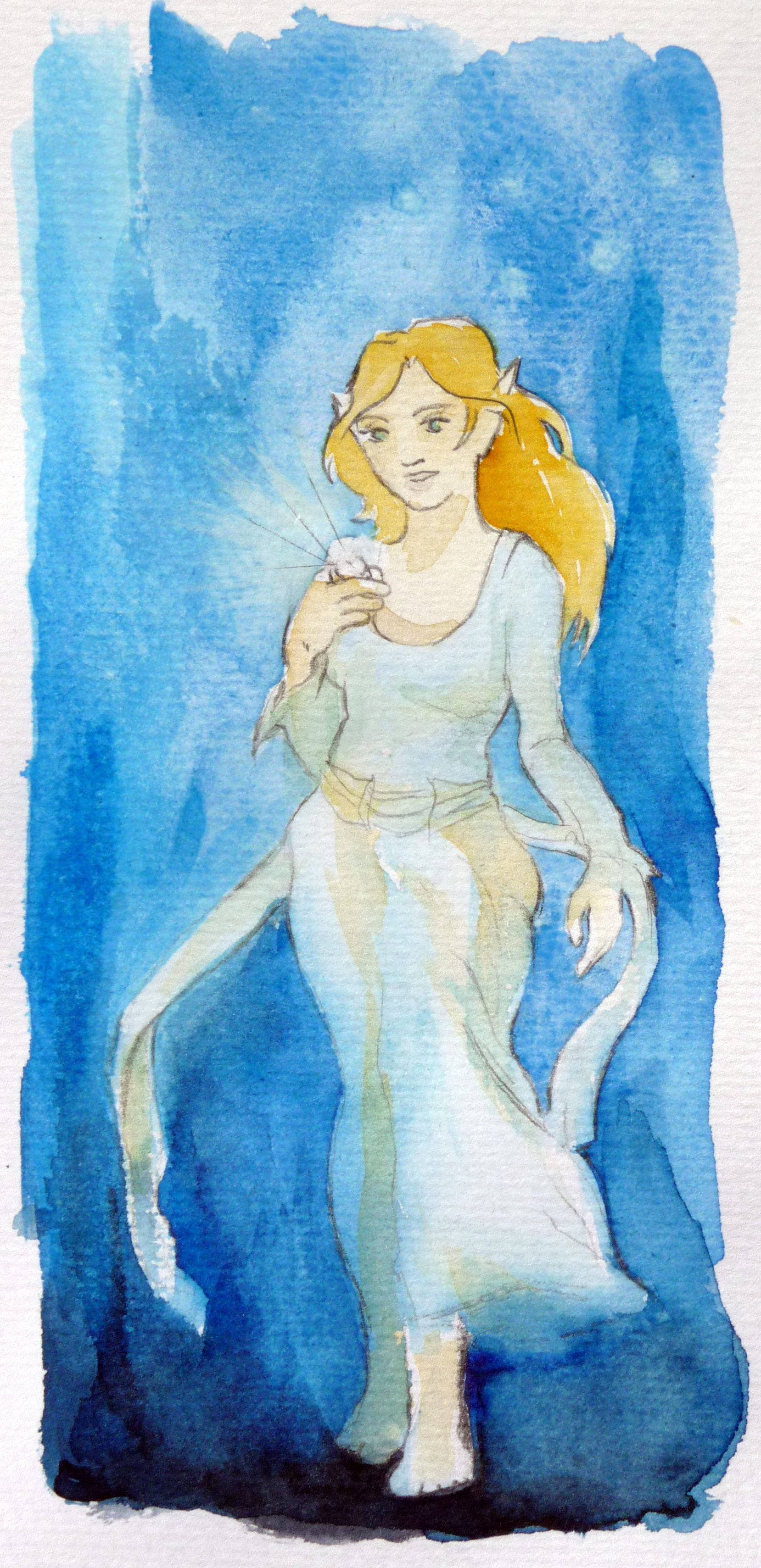
갈라드리엘

중간계 전투2에서는 캠페인 모드를 제외한 모든 플레이 모드에서 절대 반지 모드를 설정해 골룸을 등장시킬 수 있다. 맵에서 돌아다니는 스텔스 유닛인 골룸을 잡아 죽이면, 절대반지를 보상으로 받으며, 그것을 요새로 가져가서 자원을 10,000을 모으면 반지 영웅을 생산할 수 있다. 반지 영웅은 선의 세력에서는 갈라드리엘, 악의 세력에서는 사우론을 만들 수 있으며, 반지 영웅은 가장 강한 유닛이라고 평가받는다.

## 개발

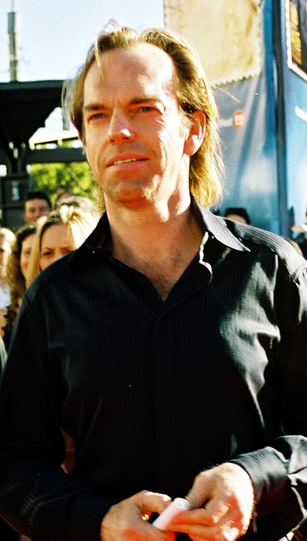
중간계 전투2의 주요 성우인 휴고 위빙

톨킨 엔터프라이즈는 일렉트로닉 아츠에게 반지의 제왕: 중간계 전투2의 개발 권한을 부여하였다. 이 계약으로 일렉트로닉 아츠는 반지의 제왕 삼부작을 바탕으로 게임을 만들 수 있게 되었으며, 등장인물을 약간 변형할 수도 있게 되었다.
2006년 1월 13일 일렉트로닉 아츠는 중간계 전투2가 엑스박스 360 버전으로 제작 중이고, 출시된 후 엑스박스 라이브를 통해 실시간으로도 플레이 할 수 있다고 발표하였다. 2005년 11월 10일, 일렉트로닉 아츠에서는 휴고 위빙이 엘론드의 역할을 다시 수행하고, 중간계 전투2의 주요 성우가 될 것이라고 발표하였다.
중간계 전투2의 해전의 등장으로 물까지 등장하면서, 실제와 비슷하게 만들기 위해 물 효과는 굉장히 많이 발전되었다. 2006년 3월 일렉트로닉 아츠는 EA 로스앤젤레스 부서가 라이선스로 개발한 두 개의 게임을 공개했다.

### 확장팩
일렉트로닉 아츠는 2006년 7월 27일에 중간계 전투2의 확장팩을 출시할 것이라고 발표했다. 제작자는 반지의 제왕 소설보다 앞서 일어난 사건을 다룰 것이라고 이야기했다. 2006년 11월 28일에 중간계 전투2: 마술사왕의 부활이 출시되었다.

## 평가
반지의 제왕의 세계에서 플레이하는 것은 일반적으로 게임의 엔터테인먼트 가치를 증가시킨다는 것을 발견한 많은 리뷰어들에게 매력적으로 느껴졌다. PC 게이머는 반지의 제왕을 "절대 최고의 판타지 세계"라고 불렀다. 중간계 전투2는 영화가 기준이 되어 어느정도 한계가 있던 전작과 달리 좀 더 소설을 기반으로 하여 게임이 풍부해졌으며, 포르노스트나 에레보르 등 소설에서만 나오는 맵이 추가되어 여러 모로 좋은 평을 받았고 톨키니스트들의 열렬한 환호를 받았다.
중간계 전투2는 많은 비평가들로부터 칭찬과 극찬을 받았다. 윈도우 버전에 대해 메타크리틱에서 총점 84%를 받아 일반적으로 호의적인 평가를 받았다. 몇몇 비평가들은 게임의 실시간 전략 요소와 그래픽을 칭찬했다. IGN은 일렉트로닉 아츠가 훌륭한 실시간 전략 게임을 만드는 데 진정으로 관심이 있다는 것을 보여주는 중간계 전투2의 증거의 고품질을 고려했다. 몇 가지 사소한 문제에도 불구하고 게임존은 중간계 전투2의 게임 플레이에 만족했으며, 게임이 플레이어가 판타지 세계의 혼란을 경험할 수 있도록 하는 데 좋은 역할을 했다고 이야기하였다. 그들은 또한 중간계 전투2의 엑스박스 360 버전에 대해서도 칭찬을 보냈다. 이 그래픽은 "이 게임에 침을 흘리지 않기가 정말 어렵다"는 것을 알게 된 액션트립에 의해 높이 평가되었다.
게임을 플레이한 후 PC 게이머는 이 게임에 대해 약간의 흠집을 발견하지 못했으며 전체적으로 균형이 잘 잡힌 게임이라고 발표하였다. 또한 게임의 "생산 가치가 높다"고 극찬을 보냈으며, 게임즈라이더는 "이렇게 높은 생산 가치를 가진 RTS를 자주 보는 것은 아닙니다."라며 극찬을 보냈다. 게임프로는 전작인 중간계 전투에 비해 중간계 전투2는 근본적인 방법으로 원본을 개선했다고 확신하기도 하였다. 그리고 게임스팟은 중간계 전투2가 더 나은 게임과 더 많은 플레이어를 수용하기 위해 원작의 중간계보다 더 넓은 범위를 제공한다고 언급하였다.
게임존은 이 게임이 있어서 톨키니스트들의 톨킨의 소설에 더욱 빠져들어 자존심이 세졌다고 말했으며, 1UP은 톨키니스트들이 중간계 전투2의 구매를 놓칠 여유가 없을거라고 언급하였다. 또한 onian 미국 예술 박물관은 2012년 3월부터 2012년 9월까지 워싱턴 DC에서 개최된 예술 비디오 게임 전시회의 일부로 지난 40년에 걸친 80개의 게임 중 하나로 중간계 전투2를 선택했다. 그리고 컴퓨터 게임즈 메거진의 편집자들은 중간계 전투2를 2006년 최고의 컴퓨터 게임 3위로 선정하고 "분명히 사랑의 노동, 예술과 전략의 위대한 작품"이라고 불렀다.
반지의 제왕 프랜차이즈와 실시간 전략 장르의 성공적인 통합에 찬사가 집중된 반면, 비평은 게임의 불균형 멀티플레이어 모드에 집중되었다. 또한 게임스파이는 너무 강한 영웅에 비해 다른 유닛들은 너무 약해 게임이 불균형하다고 말하였으며, 유로게이머는 게임을 평균 품질로 간주했으며 진정으로 보상할 수 있는 품질이 없다고 언급했다. PC 게이머에서는 일렉트로닉 아츠가 중간계 전투2를 다른 방향으로 진행하는 것보다 안전한 선택이기 때문에 공식 게임을 출시하기로 결정했다고 주장하면서 이 게임에 불만을 표했다.

## 같이 보기
- 중간계 전투
- 중간계 전투2: 마술사왕의 부활